# Molophilus (Molophilus) macrophallus
Molophilus (Molophilus) macrophallus is een tweevleugelige uit de familie steltmuggen (Limoniidae). De soort komt voor in het Australaziatisch gebied.